# Uroš Sremčević
Uroš Sremčević (en serbe : Урош Сремчевић), né le 24 avril 2006 à Kragujevac en Serbie, est un footballeur serbe qui évolue au poste d'avant-centre à l'Étoile rouge de Belgrade.

## Biographie

### En club
Né à Kragujevac en Serbie, Uroš Sremčević commence le football au Apolon 4 avant d'être formé par le club local du FK Radnički 1923, puis par le FK Mladost Lučani.
C'est avec le FK Mladost Lučani qu'il commence sa carrière professionnelle, le 21 mai 2022, lors d'une rencontre de première division serbe face au FK Spartak Subotica. Il entre en jeu et son équipe s'impose par deux buts à un.
Le 2 février 2024, Uroš Sremčević rejoint l'un des clubs les plus importants du pays, l'Étoile rouge de Belgrade. Il signe un contrat de trois ans avec une année supplémentaire automatique à partir de son prochain anniversaire,.

### En sélection
Uroš Sremčević joue un total de six matchs avec l'équipe de Serbie des moins de 16 ans entre 2021 et 2022, et marque trois buts.
En octobre 2023 il est convoqué pour la première fois avec l'équipe de Serbie des moins de 19 ans par le sélectionneur Radovan Krivokapić (en).